# Alistair Carmichael
Alexander Morrison « Alistair » Carmichael, né le 15 juillet 1965 à Islay, est une personnalité politique britannique, membre des Libéraux-démocrates.
De 2012 à 2021, il est le chef adjoint des Libéraux-démocrates écossais, branche écossaise des Libéraux-démocrates britanniques, et député d'Orkney and Shetland depuis 2001.
Il est le seul député écossais représentant les Libéraux-Démocrates à la Chambre des Communes au cours du 56e Parlement (2015-2017).
De 2013 à 2015, il est Secrétaire d'État pour l'Écosse dans le gouvernement de coalition de David Cameron.

## Biographie
Il est né sur l'ile d'Islay, et fréquente l'école primaire de Port Helen et à l'école secondaire d'Islay. Il travaille entre 1984 et 1989 en tant que directeur de l'hôtel, après 2 années d'études à l'Université de Glasgow. Là, il est membre du conseil étudiant et le Président du parti Libéral-Démocrate. Il retourne à l'Université d'Aberdeen, où il obtient un Baccalauréat en droit en 1992, la qualification en tant qu'avocat en 1993. De 1993 à 1996, il est Procureur général adjoint pour Édimbourg et Aberdeen, et de 1996 à 2001, il est avocat à Aberdeen et Macduff.
Il épouse Kathryn Jane Eastham en 1987. Ils ont deux fils (nés en 1997 et 2001) et la famille réside dans les Orcades. Il parle le français et l'allemand. Carmichael est un ancien de l'Église d'Écosse.

## Carrière politique
Carmichael est candidat une première fois à Paisley Sud en 1987, battu par le député sortant, Norman Buchan. Plus tard, il est élu pour représenter les Orcades et les Shetland aux Élections générales britanniques de 2001, la circonscription précédemment tenu par Jim Wallace et Jo Grimond. Il est nommé porte-parole Libéral-Démocrate pour le Bureau pour l'Irlande du Nord et le Bureau pour l'Écosse de Sir Menzies Campbell en juillet 2007, mais il démissionne en mars 2008, pour voter en faveur d'un référendum sur le Traité de Lisbonne. Il est reconduit à ce poste par Nick Clegg en octobre 2008. Il sert aussi brièvement comme porte-parole du parti Libéral-Démocrate pour les Affaires intérieures, à la suite de la démission de Mark Oaten.
Au début du Gouvernement Cameron (1) en mai 2010, Carmichael est nommé Whip en Chef adjoint et Contrôleur de la maison. En 2011, il est élu président d'Honneur des jeunes Libéraux-Démocrates écossais.

### Le Chef adjoint des Libéraux-Démocrates écossais et Secrétaire d’État pour l’Écosse
Carmichael prend la relève de Jo Swinson comme Leader adjoint des Libéraux-Démocrates écossais, le 23 septembre 2012 à l'assemblée annuelle du parti Libéral-Démocrate à la conférence de Brighton.
En octobre 2013, il est promu par Nick Clegg au poste de Secrétaire d'État pour l'Écosse dans le Cabinet, en remplacement de Michael Moore.

### Élection Générale de 2015
Carmichael conserve son siège aux Élections générales britanniques de 2015, le seul Libéral Démocrate en Écosse sur les 11 députés élus en 2010. Les Libéraux-Démocrates perdent également la majorité de leurs sièges dans le reste du Royaume-Uni, et Carmichael est l'un des huit députés Libéraux Démocrates de retour au Parlement.
À la suite de la démission de Nick Clegg chef de parti, Alistair Carmichael prend temporairement la charge des Libéraux Démocrates à la Chambre des Communes, sous la direction du président du Parti, Sal Brinton.
Le 4 avril 2015, au cours de la campagne électorale Carmichael est impliqué dans la fuite d'une note de service du Bureau pour l'Écosse sur les commentaires qui auraient été faits par l'ambassadrice française Sylvie Bermann à propos de Nicola Sturgeon, affirmant qu'elle avait privé déclaré qu'elle souhaitait "plutôt voir David Cameron rester en tant que premier ministre", en opposition à ses déclarations publiques. La véracité de la note de service est rapidement démentie par l'ambassadeur de France, le Consul Général de France et Nicola Sturgeon elle-même.
Au moment de la fuite, Carmichael nie en avoir connaissance dans une interview à la télévision avec la chaîne Channel 4 News. Après l'élection, Carmichaea reconnait que le contenu de la note était incorrect, et admet qu'il a menti, et qu'il a autorisé la fuite du mémo dans les médias. L'enquête trouve les relevés de téléphone de Euan Roddin, le conseiller de Carmichael qui a contacté le Télégraph , le 1er avril, deux jours avant que l'histoire ne sorte. Carmichael présente des excuses et admet que s'il avait toujours été un ministre du gouvernement, c'est une question qui aurait provoqué sa démission.
Quatre électeurs de l'île d'Orkney et Shetland déposent un recours le 29 mai 2015, à la dernière date possible pour le faire après les élections générales du 7 mai,. le 2 juin 2015, la commission Parlementaire des Normes lance une enquête sur sa conduite, en vertu des articles 10, 14 et 16 du Code de Conduite, mais cette enquête est abandonnée car Carmichael a pris connaissance de la note par le Scottish Office et non pas en sa qualité de député. Le 9 décembre 2015, il est décidé que, bien qu'il ait dit un « mensonge éhonté », dans une interview à la télévision, il n'avait pas été prouvé au-delà de tout doute raisonnable qu'il avait commis une "pratique illégale" et il est autorisé à conserver son siège. En février 2016, son compte de campagne est rejeté, lui laissant 150 000 £ à ses frais.